# Centre de Fotografia de Queensland
El Centre de Fotografia de Queensland, conegut com a QCP (en anglès:Queensland Centre for Photography), és una institució i museu de fotografia a Austràlia. El centre estava situat en el número 33 d'Oxford Street al barri de Bulimba i es va traslladar al barri de South Bank a Brisbane, a l'estat de Queensland.

## Serveis
Realitza exposicions i mostres de fotografia d'artistes contemporanis de l'estat de Queensland, australians i internacionals. A més a més realitza publicacions sobre fotografia i té fins educatius. També organitza el Festival de Fotografia de Queensland (Queensland Festival of Photography).